# Молодёжь
Пусть никто, пока он молод, не откладывает занятий философией

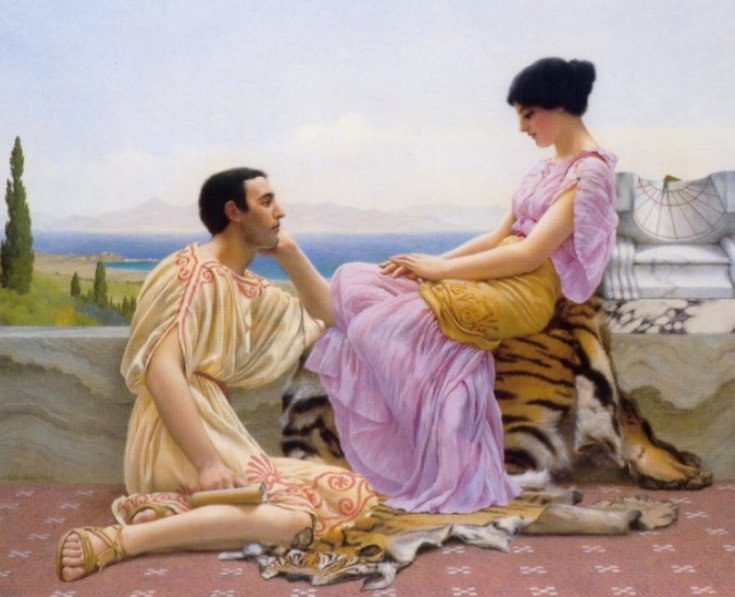
Молодость и время
Годвард, 1901

Молодёжь — это особая социально-возрастная группа, отличающаяся возрастными рамками и своим статусом в обществе: переход от детства и юности к социальной ответственности.
Некоторыми учёными молодёжь понимается как совокупность людей, которым общество предоставляет возможность социального становления, обеспечивая их льготами, но ограничивая в возможности активного участия в определённых сферах жизни общества. Возрастные рамки, позволяющие относить людей к молодёжи, различаются в зависимости от конкретной страны. Нижняя возрастная граница молодёжи устанавливается между 12 и 14, верхняя — между 38 и 40 годами и даже позже .

## В современном мире
Согласно данным Всемирного доклада о положении молодёжи за 2005 год, количество молодых людей (в данном случае речь шла о лицах, в возрасте от 14 до 38 лет) в мире выросло с 1,02 миллиарда человек в 1995 г. до 1,15 миллиарда человек в 2005 г. В это время молодые люди составляют 18 % населения мира; 85 % молодёжи планеты живут в развивающихся странах, из них 209 миллионов вынуждены существовать на средства, не превышающие 1 доллара США в день, а 515 миллионов вынуждены довольствоваться менее чем 2 долларами США в день. В настоящее время 10 миллионов молодых людей живут с ВИЧ/СПИД-ом. Хотя нынешнее поколение молодёжи является наиболее образованным за всю предыдущую историю человечества, сегодня 113 миллионов детей не посещают школу — цифра, вполне сопоставимая со 130-миллионной группой неграмотных молодых людей современного мира.
В декабре 2015 года Совет безопасности ООН принял резолюцию, которая признаёт угрозой стабильности и развитию рост радикальных настроений среди молодёжи (молодёжь в данной резолюции определена как люди в возрасте 18—39 лет). Документ вынесла на обсуждение представитель Иордании Дина Кавар, заявившая: «Мы стараемся привлечь внимание мировой общественности для того, чтобы молодые люди получали внимание, которого они заслуживают, в то время, когда мир стал местом, где появляется всё больше проблем». Но, например, Африканская молодёжная хартия определяет как молодёжь людей в возрасте 15—35 лет, а Молодёжная среда обитания определяет лиц возрастом 15-39 лет.
Во Вьетнаме широко распространённые представления о молодёжи представляют собой социально-политические конструкции для обоих полов в возрасте от 15 до 35 лет. В Казахстане молодёжью считаются граждане от 14 до 35 лет. Федеративная Республика Нигерия включает в молодёжь всех жителей данной страны в возрасте 18-35 лет.

## Особая социальная группа
Немецкий социолог Карл Маннгейм (1893—1947) определил, что молодёжь является своего рода резервом, выступающим на передний план, когда такое оживление становится необходимым для приспособления к быстро меняющимся или качественно новым обстоятельствам. Динамичные общества рано или поздно должны активизировать и даже организовывать их (ресурсы, которые в традиционном обществе не мобилизуются и не интегрируются, а часто подавляются).
Молодёжь, по мысли Маннгейма, ни прогрессивна, ни консервативна по своей природе, она — потенция, готовая к любому начинанию.
Молодёжь как особая возрастная и социальная группа всегда по-своему воспринимала ценности культуры, что порождало в разные времена молодёжный сленг и эпатирующие формы субкультуры. Их представителями в СССР были хиппи, битники, стиляги и неформалы. 

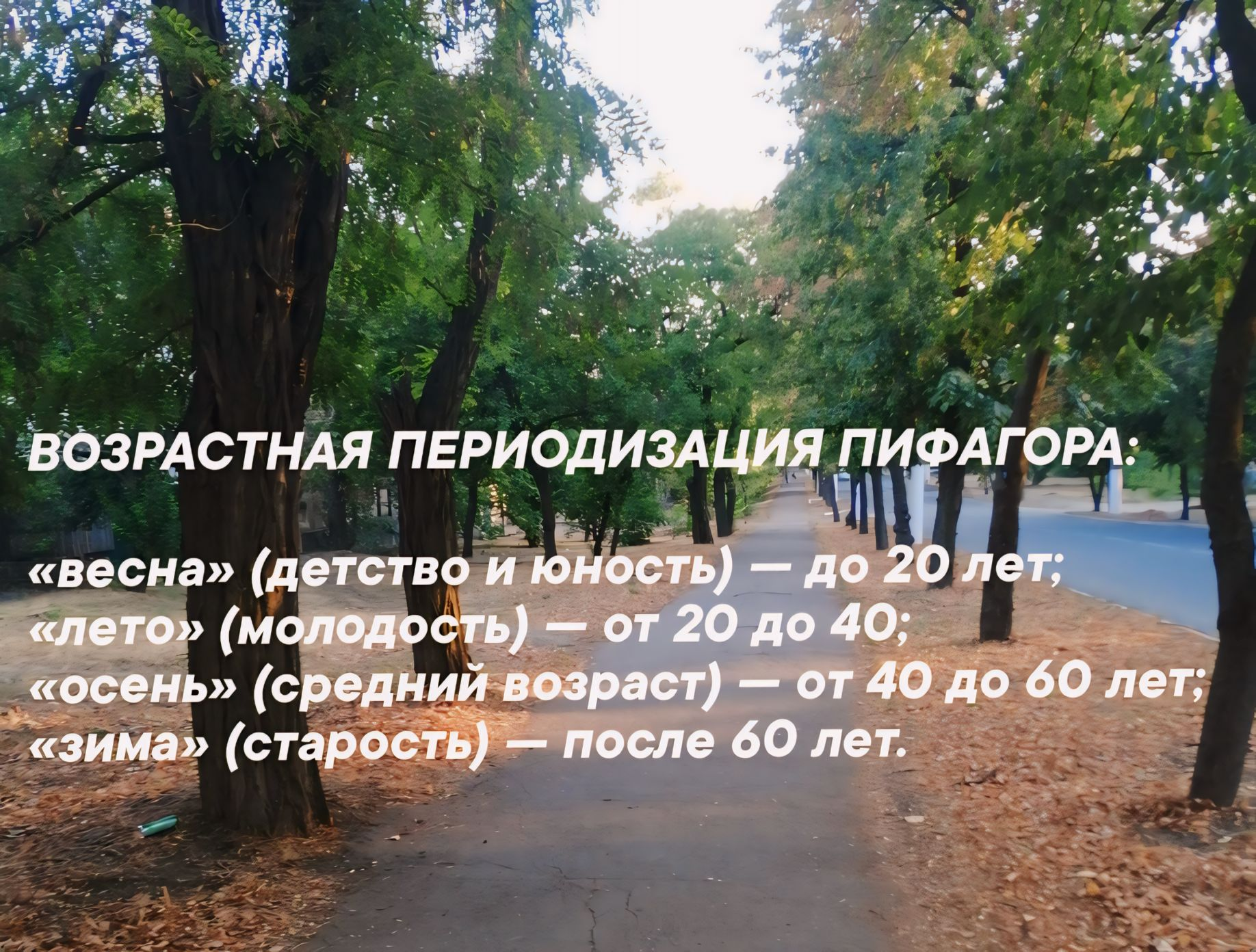
Возрастная периодизация древнегреческого учёного и философа, Пифагора

## Российская Федерация
На 2014 год согласно Основам государственной молодёжной политики на период до 2025 года численность граждан (в то время, имелись ввиду лица в возрасте от 14 до 30 лет) составляла 33,22 миллиона человек, в соответствии с Постановлением «Об основных направлениях молодёжной политики в Российской Федерации».
11 ноября 2020 года Государственная дума одобрила проект о повышении возраста молодёжи до 35 лет . 
С 30 декабря 2020 года, молодёжью признаются граждане: от 14 до 35 лет.

### Политика
Результаты некоторых исследований показывают, что молодёжь в целом аполитична. В выборах федерального уровня участвует менее половины молодых россиян, лишь 33 процента молодых граждан в возрасте до 35 лет интересуются политикой.
При этом политика интересуется молодёжью достаточно интенсивно, особенно в период выборных кампаний. Как показал российский опыт, впервые активное вовлечение молодёжи в избирательный процесс было апробировано в 1996 г. во время президентских выборов. Тогда важно было привлечь на избирательные участки именно молодёжь, готовую поддержать реформаторский курс Б. Н. Ельцина.
В результате непростой ситуации, сложившейся с выборами в России, возник своеобразный конфликт между представлениями молодых людей об участии в выборах и их реальным политическим поведением. Так, если 66 процентов молодых людей считают своим гражданским долгом участвовать в выборах, то только 28 процентов из них приняли участие в голосовании на выборах депутатов Государственной Думы РФ в 2003 г.
В условиях глобализации и вынужденного притока мигрантов (см. Гастарбайтеры в России) молодёжь призвана[кем?] выступить проводником идеологии толерантности, развития российской культуры и укрепления межпоколенческих и межнациональных отношений. Однако, согласно данным 2006 г., 35 процентов молодых людей в возрасте 18-35 лет испытывает раздражение или неприязнь к представителям иной национальности, 51 процент одобрили бы решение о выселении за пределы региона некоторых национальных групп.
Учитывая, что в последние годы подросло первое постсоветское поколение, российскими исследователями Центра Карнеги отмечается (2013), что в особенности молодёжь из крупных городов демонстрирует большую политическую и идеологическую независимость; это происходит не только в связи с взрослением постперестроечных детей, но и благодаря внутренней миграции: молодёжь всё больше едет в города, где вливается в прогрессивную среду.

### Идеалы

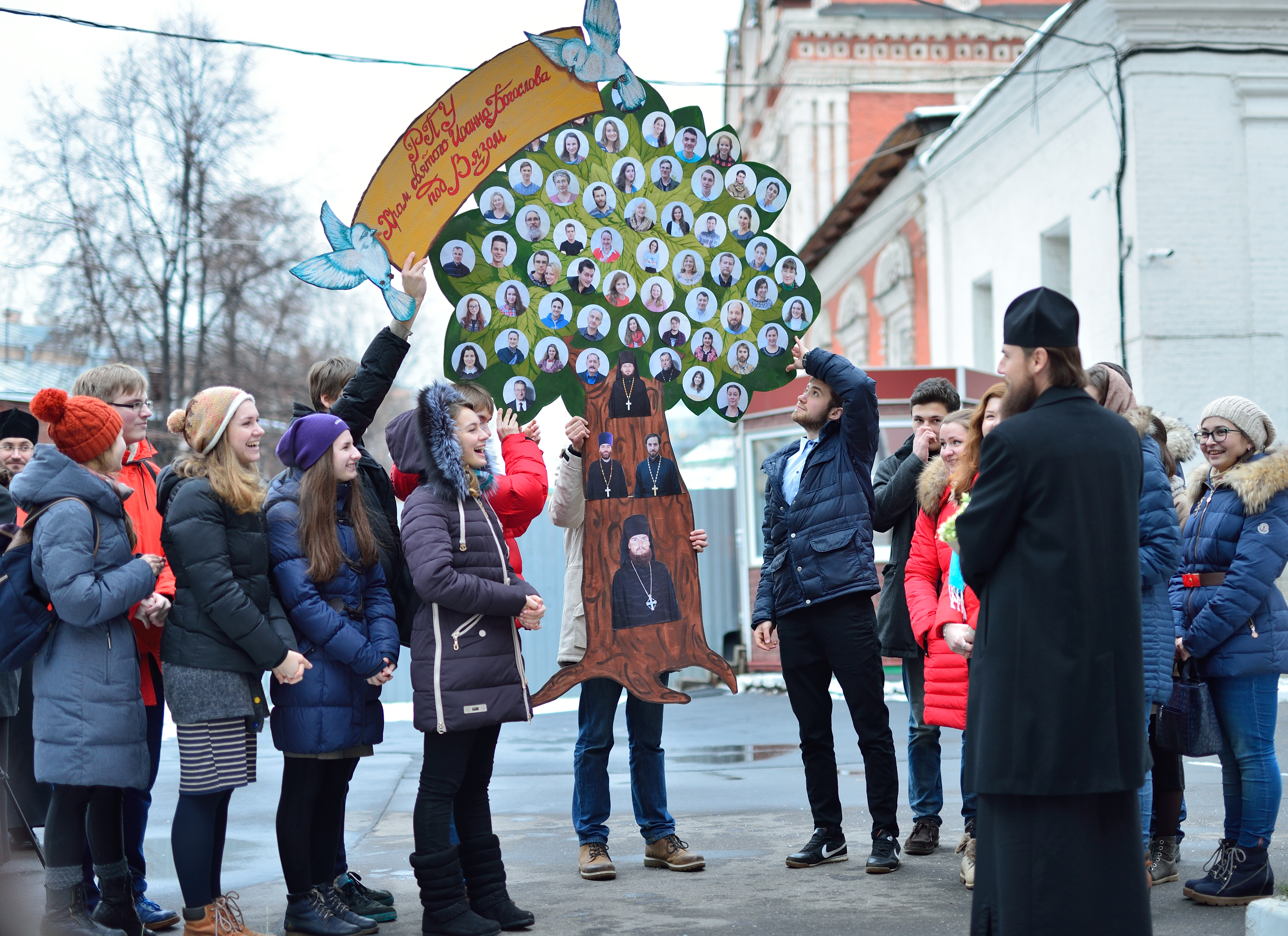
Студенты РПУ поздравляют игумена с днём рождения

По данным исследования проведённого в июле 2004 г. Всероссийским центром изучения общественного мнения (ВЦИОМ), юноши и девушки в возрасте 18-24 лет считают кумирами современной российской молодёжи поп- и рок-звёзд, представителей «золотой» молодёжи (52 %), успешных бизнесменов, олигархов (42 %), спортсменов (37 %).
Абсолютное большинство опрашиваемых, которые считают, что здоровый образ жизни зависит скорее от собственных усилий самого человека исходят из того, что превращение России в страну здорового образа жизни состоится лишь когда-нибудь в далёком будущем (65,9 %). Симптоматично для современной России то, что количество респондентов, в принципе не верящих в то, что Россия станет страной здорового образа жизни (22,4 %) почти в два раза превышает ту часть опрашиваемых, которые ответили на этот вопрос — «да, и довольно скоро».

### Как объект научных исследований
Одно из первых определений понятия «молодёжь» в отечественной социологии было дано в 1968 г. В. Т. Лисовским: 

Молодёжь — поколение людей, проходящих стадию социализации, усваивающих, а в более зрелом возрасте уже усвоивших, образовательные, профессиональные, культурные и другие социальные функции

Иное и более детализированное определение было дано И. С. Коном: «Молодёжь — социально-демографическая группа, выделяемая на основе совокупности возрастных характеристик, особенностей социального положения и обусловленных тем и другим социально-психологических свойств». Именно это определение впоследствии стало основным в отечественной социологии молодёжи:

Молодость как определённая фаза, этап жизненного цикла биологически универсальна, но её конкретные возрастные рамки, связанный с ней социальный статус и социально-психологические особенности имеют социально-историческую природу и зависят от общественного строя, культуры и свойственных данному обществу закономерностей социализации.

В числе научных исследований молодёжи в последние годы заметную роль стала играть такое направление науки как ювенология. В некоторых вузах (например, в РГСУ) были открыты кафедры ювенологии, в центре внимания которых изучение и преподавание интегрированных курсов о молодёжи как феномене современного общества и о технологии работы с молодыми людьми, а также подготовки специалистов в сфере молодёжной политики.

### Учащаяся молодёжь
Структура приёма по всем формам высшего профессионального обучения в начале XXI века характеризовалась следующими показателями: на экономические специальности принято более 27 % от общего количества зачисленных на 1 курс, на инженерно-технические — 31 %, сельскохозяйственные — 4 %, экологические — 1 %, естественнонаучные — 5 %, гуманитарные — 18 %, просвещения — 6 %, медицины — 3 %, культуры и искусства — 2 %.

### Работающая молодёжь
Российские предприниматели при найме работников в среднем также отдают определённое предпочтение лицам более молодых возрастов. Более того, при условии открытого найма (объявлении о вакансиях или обращении в рекрутинговые агентства) многие работодатели оговаривают, что принимают заявки на трудоустройство только от лиц, моложе определённого возраста. Согласно действующему законодательству, молодым специалистом является гражданин РФ до 35 лет, завершивший обучение по основным профессиональным образовательным программам и по программам профессионального обучения и впервые устраивающийся на работу в соответствии с полученной квалификацией. В итоге, в целом, в России в настоящее время возможности трудоустройства у молодёжи гораздо больше, чем у лиц средних и старших возрастов, даже несмотря на отсутствие у молодёжи опыта работы.

## Европейский союз
Несмотря на то, что в странах Европейского союза ярко выражается общая мировая тенденция к старению населения в развитых странах, Старый Свет остаётся сравнительно молодым.

### Молодые европейцы на рынке труда
В последнее время в средиземноморской, латиноамериканской, а затем и в западноевропейской социологической терминологии появился термин для обозначения молодых людей которые не работают и не учатся — так называемое поколение ни ни. Молодые люди ощущают на себе всевозрастающее давление, заставляющее их вступить в конкурентную борьбу на глобализирующемся рынке труда. Однако, как подчеркивается на страницах Всемирного доклада о положении молодёжи, именно молодые люди проявляют наибольшую гибкость и, судя по всему, обладают наибольшими способностями, позволяющими им адаптироваться и воспользоваться новыми возможностями, которые предоставляет в наше распоряжение процесс глобализации.
Молодёжную безработицу канцлер Германии Ангела Меркель в интервью «The Guardian» летом 2013 года назвала «пожалуй самой актуальной проблемой, с которой сталкивается Европа в настоящее время». 

## Соединённые Штаты Америки
После бурных 60-х и 70-х годов, когда американскую молодёжь иначе как «бунтующим поколением» никто не называл, конец прошлого века и особенно начало XXI века молодое поколение стало скорее конформистским, приспособленческим, чем революционным.
В молодёжной среде США сохраняются проблемы потребления наркотиков, молодёжной преступности, безработицы, расовой дискриминации, положения молодых мигрантов, но накал этих проблем сравнительно ниже, чем десятилетие назад.
Так, в США после принятия в 1994 г. закона «О контроле над насильственной преступностью» вот уже на протяжении более десяти лет происходит стабильное уменьшение абсолютных и относительных показателей преступности несовершеннолетних — в отдельные годы до 11 и более процентов. Этот спад происходит на фоне объективного возрастания доли несовершеннолетних в возрастной структуре населения Америки.
В настоящее время в США действует свыше 300 программ поддержки и защиты молодёжи. Наиболее массовыми являются программы Лиги защиты молодёжи, «Лиги неограниченных возможностей кампуса», «Студенты за ликвидацию голода», «Лицом к улице», программа «Хелп» для одиноких матерей до 20 лет, «Приобщение к городским проблемам» и, программы Армии спасения, которые охватывают в настоящее время различные категории молодого населения Америки и все профессиональные учебные заведения страны.
По данным 2007 года Национальной ассоциации женщин в образовании, только Калифорнийский университет в Лос-Анджелесе за последние три года заплатил более миллиона долларов как компенсацию за ущерб, понесённый студентами-женщинами, подвергнувшимися преследованию со стороны преподавателей-мужчин. В частности, этот же университет заплатил 300 тыс. долларов студентке, подвергшейся нападению со стороны однокурсника в общежитии, так как руководство университета и его службы не смогли обеспечить соответствующую безопасность и сохранность
Вместе с тем растущую тревогу вызывает рост нелегальной иммиграции в стране и положение молодых выходцев из Латинской Америки. Свыше 39 % школьников в Калифорнии — нелегальные иммигранты, из них более 42 % не говорят по-английски. В о́круге Лос-Анджелес 5,1 миллиона человек говорят по-английски, 3,9 миллиона — говорят по-испански. 14 из 31 телевизионной станции в Лос-Анджелесе вещают только по-испански.
58 % всех социальных выплат в США идет нелегальным иммигрантам.
По данным, опубликованным Бюро переписи США в августе 2006 г., в конце 2005 г. 12,9 млн американцев в возрасте моложе 18 лет жили за чертой бедности, в среднем на каждых 6 молодых и подростков приходился 1 нуждающийся: бедные подростки и молодые люди составили 17,6 процента их от общего числа в США и 35,2 процента от общей численности нуждающихся американцев.

## Китайская Народная Республика
Как отмечалось в 2004 году в материалах Агентства «Синьхуа», в центре внимания китайской общественности стоит проблема морального воспитания подрастающего поколения. Широкое признание получило мнение, что одними из главных причин роста преступности среди китайской молодёжи являются распространяемые через СМИ насилие и порнография, а опаснейшим фактором считаются импортируемые компьютерные игры и мультфильмы порнографического содержания.